# Eduardo Chibás

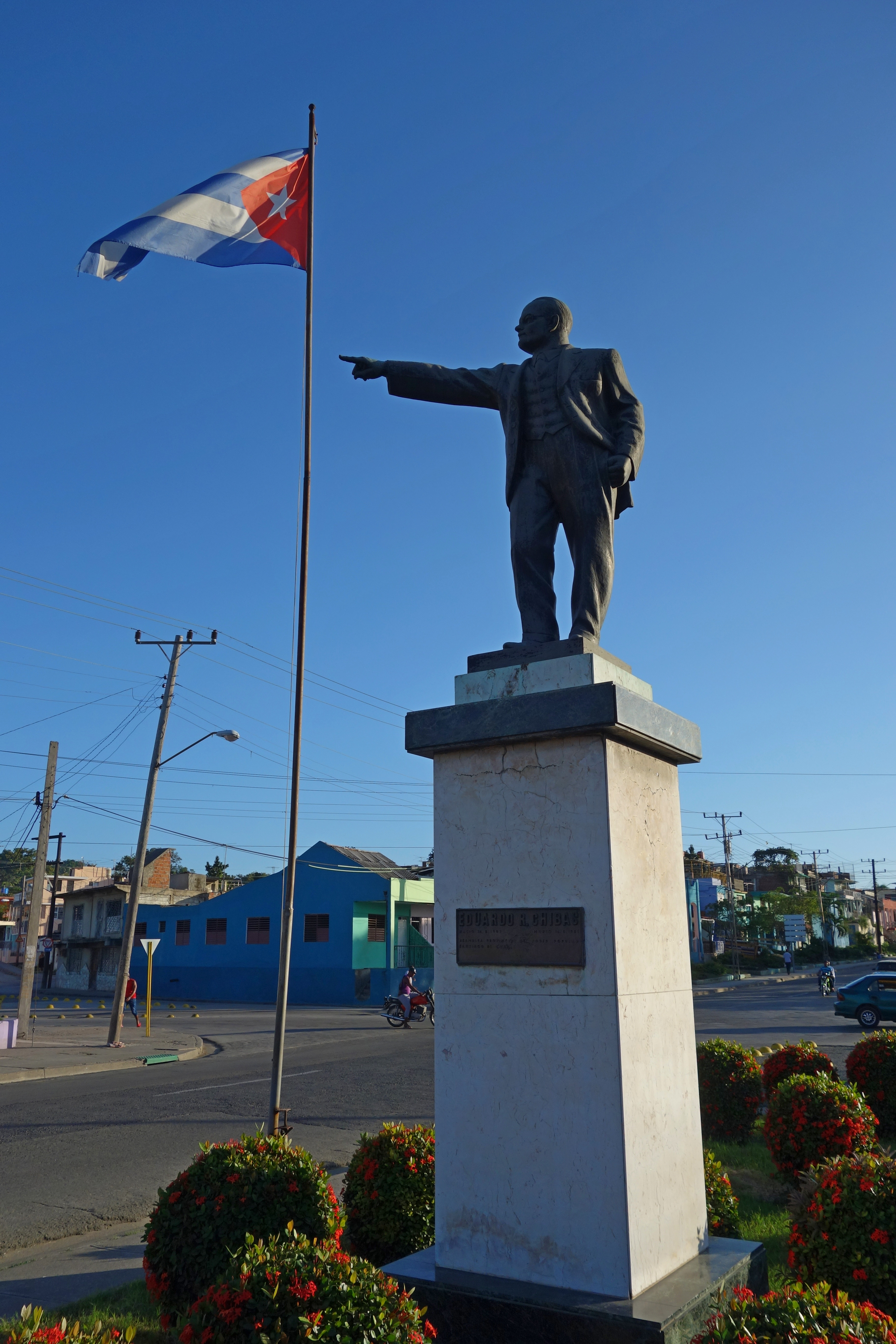
Denkmal in Santiago de Cuba

Eduardo „Eddy“ René Chibás Ribas (* 26. August 1907 in Santiago de Cuba; † 16. August 1951 in Havanna, Kuba) war Publizist und kubanischer Politiker. Er gründete 1947 die Partido del Pueblo Cubano (Ortodoxos), aus der die kubanische Revolutionsbewegung M-26-7 unter dem späteren Präsidenten Fidel Castro (ebenfalls Mitglied der Orthodoxen Partei) entstand.

## Leben
Chibás stammte als Sohn von Eduardo Chibás Guerra und Gloria Ribas Agramonte aus der Oberschicht der Stadt Santiago de Cuba. Dort besuchte er das jesuitische Colegio Dolores, bevor er sein letztes Oberschuljahr am ebenfalls von Jesuiten geführten Colegio Belén in Havanna absolvierte, der renommiertesten Eliteschule des Landes. Mit 17 Jahren begann er an der Universität Havanna sein Jura-Studium und engagierte sich in der Folge in der politischen Studentenbewegung. Er galt als einer der wenigen nicht korrupten Politiker und vertrat ein Programm der wirtschaftlichen und sozialen Veränderungen zugunsten einer gegen die Vorherrschaft der US-amerikanischen Konzerne gerichteten nationalen Wirtschaftspolitik sowie des Kampfes gegen die Korruption. 
1926 wird Chibás mehrere Male verhaftet wegen seines Protestes gegen die Anklage des Studentenführers und Gründers der Kommunistischen Partei Kubas Julio Antonio Mella wegen Terrorismus. 1927 wurde Chibás Mitbegründer des Directorio Estudiantil Universitario (DEU), der führenden Kraft im Kampf gegen den Diktator Gerardo Machado. Ende 1932 ging er vorübergehend ins Exil. 1933 gehörte er der Revolutionsregierung von Ramón Grau San Martín an, die nach dem populären Sturz Machados gebildet worden war, ihrerseits jedoch nach nur hundert Tagen von den Militärs unter Fulgencio Batista abgesetzt wurde. Zwischen 1935 und 1937 engagierte er sich in der Organisation Izquierda Revolucionaria („Revolutionäre Linke“).

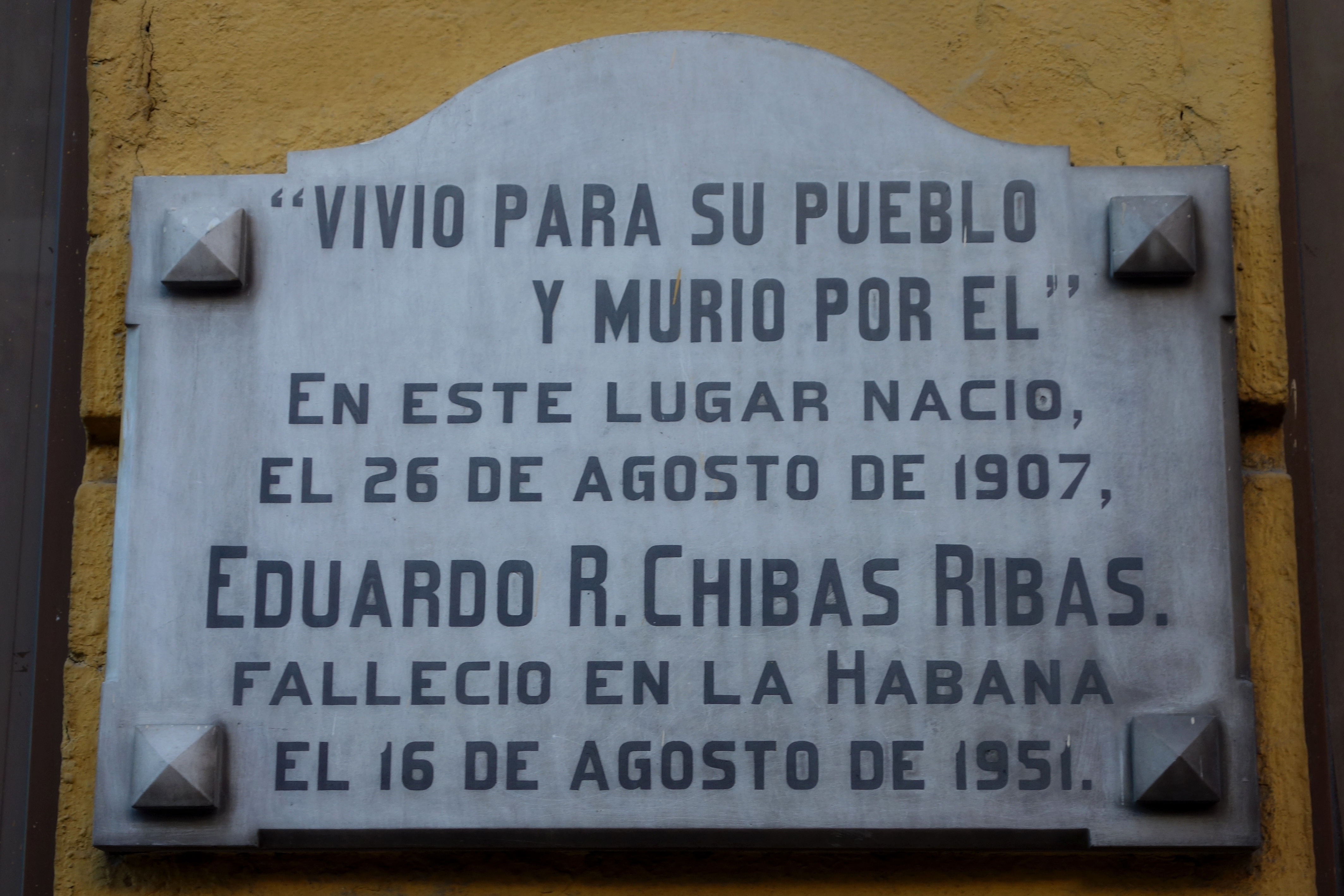
Gedenktafel an seinem Geburtshaus in Santiago de Cuba

Seit 1938 gehörte er der Partido Revolucionario Cubano (Auténticos) (PRC-A) an, für die er sich als Mitglied der Verfassunggebenden Versammlung an der Ausarbeitung der Verfassung von 1940 beteiligte. Mitte der 1940er Jahre gehörte er zu den führenden Politikern der PRC-A und galt 1947 als möglicher Kandidat der Partei für die Nachfolge des seit 1944 erneut regierenden Präsidenten Grau, der sich jedoch für Carlos Prío als Kandidat entschied. Chibás führte den Flügel der Partei an, der für ein stärkeres Gewicht auf soziale Reformen eintrat. Chibás vollzog 1947 den Bruch mit den Auténticos und gründete die Partido del Pueblo Cubano (Ortodoxos), die insbesondere als Antikorruptionspartei mit hohem moralischen Anspruch auftrat. Mit ihr trat er schon 1948 mit dem Wahlspruch Vergüenza contra Dinero (Ehre statt Geld) als Präsidentschaftskandidat an, landete hinter dem schließlich gewählten Carlos Prío mit deutlichem Abstand auf dem dritten Rang. Bei den Wahlen 1950 gewann er ein Senatsmandat.
Chibás galt als aussichtsreicher Kandidat für die für Juni 1952 vorgesehenen Wahlen, bei denen er die Nachfolge Príos  im Präsidentenamt anstrebte, dessen Korruption und Verbindung zur Mafia er anprangerte. Chibás vertrat aber auch einen strikt antikommunistischen Kurs gegen die Partido Socialista Popular.
Nachdem Chibás bereits zahlreichen Politikern Verfehlungen und Bestechlichkeit vorgeworfen und seine Anschuldigungen stets belegt hatte, kündigte er im Sommer 1951 an, stichhaltige Beweise für seine konkreten Korruptionsvorwürfe gegen den amtierenden Erziehungsminister vorzulegen. Dieser hatte die Vorwürfe als haltlos bezeichnet und Chibás aufgefordert, seine Vorwürfe zurückzunehmen. Somit erfuhr Chibás am 5. August 1951 eine enorme Aufmerksamkeit für seine ohnehin schon populäre Radiosendung La Hora Dominical (dt. „Die sonntägliche Stunde“), die er seit 1944 sonntags zur besten Sendezeit ab 20 Uhr auf dem landesweiten Sender CMQ moderierte. Statt diese Beweise zu liefern sprach er jedoch über die Regierungskorruption im Allgemeinen, warnte vor einem möglichen Putsch Batistas und rief die kubanische Öffentlichkeit zum Handeln auf, dies sei sein letzter Weckruf. Er hatte allerdings das Ende seiner Sendezeit bereits erreicht und die Mikrofone waren schon abgeschaltet, als er sich mit einer mitgebrachten Schusswaffe schwere Verletzungen zufügte. Diesen Verletzungen erlag er elf Tage später, am 16. August 1951. Er wurde unter Anteilnahme Hunderttausender Kubaner zu Grabe getragen. 
Die von ihm gegründete Orthodoxe Partei verlor mit ihm ihren charismatischen Anführer und brach nach dem Militärputsch Fulgencio Batistas im März 1952 schrittweise in unterschiedliche Flügel auseinander. Ein Teil der Anhänger und Mitglieder der Partei, darunter Eddy Chibás' jüngerer Bruder Raúl, schlossen sich später der Bewegung des 26. Juli an, die im Zuge der Kubanischen Revolution Fidel Castro zur Machtübernahme in Kuba verhalf.

## Filmische Darstellung
2002 wurde Eduardo Chibás in dem Fernsehspielfilm Fidel & Che von dem puerto-ricanischen Schauspieler Ismael 'East' Carlo verkörpert.